# YONA YONA DANCE
「YONA YONA DANCE」（よなよなダンス）は、和田アキ子の楽曲。2021年9月2日にVirgin Musicから配信された。

## 背景
ユニバーサルミュージックへの移籍後初のシングルのリリースで、ミニアルバム『WADASOUL 2』からの先行配信リリースとなった。
本作は「オドループ」などの楽曲で知られているロックバンド・フレデリックがプロデュースを手掛けており、編曲や演奏も彼らが行っている。
なお、本楽曲はTikTokでの再生回数が5億回を超えており、「TikTok流行語大賞2021」特別賞を受賞している。

## ミュージックビデオ
アニメーション作家のヤスタツが映像を手掛けており、自身初のアニメーションミュージックビデオとなった。

## 収録内容
| #         | タイトル            | 作詞・作曲 | 編曲         | 時間 |
| --------- | ------------------- | ---------- | ------------ | ---- |
| 1.        | 「YONA YONA DANCE」 | 三原康司   | フレデリック | 3:46 |
| 合計時間: | 合計時間:           | 合計時間:  | 合計時間:    | 3:46 |

## タイアップ
YONA YONA DANCE
TBS 『アッコにおまかせ!』オープニングテーマ（2021年度内のみ)
LINEマンガ 『読まなきゃ損！』 CMソング
東海テレビ・フジテレビ系列 土ドラ『おいハンサム!!』オープニングテーマ

## フレデリズムVer.
フレデリックがセルフカバーした「YONA YONA DANCE (フレデリズムVer.)」は2022年1月19日に配信限定シングルとしてリリースされた。セルフカバー音源では、フレデリックならではのアレンジとなり、キーやBPMが変更された。